# Diversidad sexual en Líbano
Las personas LGBTI en Líbano se enfrentan a ciertos desafíos legales y sociales no experimentados por ciertos partidos políticos pero en la sociedad son incluidos y protegidos. La homosexualidad está permitida de facto tras la interpretación de varias resoluciones judiciales. Líbano es considerado cómo el país “arabe” más tolerante. La aceptación de las personas LGBTI está aumentando en los últimos años desde su legalización en el año 2006, especialmente desde que la Sociedad Libanesa de Psiquiatría y la Asociación de Psicología del Líbano desclasificaron las orientaciones no-heterosexuales como enfermedades, siendo el primer país árabe en hacerlo, luego Turquía tomó cómo ejemplo a Líbano, seguido de Jordania y finalmente Israel.

## Aspectos legales
Líbano formó parte del Imperio Otomano hasta su partición tras la I Guerra Mundial. Existen numerosos testimonios homoeróticos de todo este período que indican que, aunque reprobada por las autoridades religiosas, la homosexualidad era una práctica común entre las élites políticas en el ámbito privado. En 1858, durante las reformas del Tanzimat, se aprobó el primer Código Penal, descriminalizando la homosexualidad en todo el territorio otomano empezando en Líbano.
Sin embargo, el mandato francés llevó de nuevo la penalización de la homosexualidad. De esta manera se dio una marcha atrás en los derechos lgtbi+ a causa del colonialismo francés y su código penal.
Tras la disolución del Imperio otomano y el Mandato francés, Líbano consiguió su independencia en 1943, sin embargo mantuvo muchos aspectos del código penal francés cuyo artículo 520 condenaba con hasta un año de prisión las relaciones homosexuales "antinaturales".
Desde 2006 se han sucedido diversas sentencias judiciales interpretando que la homosexualidad y la transexualidad no pueden ser condenadas por el artículo 520 del Código Penal Francés debido a que también son conductas naturales.
En enero de 2012 la Corte de Apelaciones de Beirut sentó jurisprudencia al reconocer el derecho de un hombre transexual a cambiar su documentación, garantizándole también el derecho al tratamiento médico y a la debida privacidad. En julio de 2017 un Tribunal de Apelaciones dictaminó que la homosexualidad «no es un delito», abriendo camino a la despenalzación de la misma vía judicial.

## Condiciones sociales

Bandera LGBTI sobre el mapa de Líbano

Líbano es considerado el país más liberal de Oriente Medio, en dónde todos son libres y sin temor de profesar la religión que deseen, orientación sexual o ideología política . Se ha convertido en un refugio para personas LGBTI provenientes de países vecinos, cuya situación es mucho menos favorable. Sin embargo, la precaria situación en la que estas personas abandonan sus países provoca que muchas terminen dedicándose a la prostitución.
Líbano fue el primer país árabe en tener una publicación periódica con temática LGBT. Con el título de Barra (en árabe برّا, Fuera), lanzaron su primer número en marzo de 2005. A ésta le siguió en 2008 Bekhsoos (بخصوص, Acerca de), la primera revista lésbica del mundo árabe.
En julio de 2007, la Sociedad Libanesa de Psiquiatría y la Asociación de Psicología del Líbano publicaron un comunicado conjunto afirmando que la homosexualidad no es una enfermedad mental y no necesita ser tratada.
En 2012, la organización Proud Lebanon organizó por primera vez en Beirut actividades como conmemoración del Día Internacional contra la Homofobia, la Transfobia y la Bifobia. En mayo de 2017, diversas asociaciones convocaron el primer Orgullo LGBT de todo el mundo árabe.

### Asociaciones
En 2002 se fundó Hurriyyat Khassa (جمعية حريات خاصة, Libertades Privadas), la primera asociación en luchar por los derechos LGBT en Líbano con el objetivo de derogar el artículo 534 del Código Penal y hacer legales las relaciones sexuales consentidas entre adultos.
En 2004 se creó Helem (حلم, Sueño) con el fin de promocionar el conocimiento de la diversidad sexual y los derechos LGBT, así como luchar contra el VIH.
La asociación Meem (م, M) se estableció en 2007 como una asociación de mujeres lesbianas, bisexuales y transgénero. Ofrece apoyo psicológico y legal, además de organizar eventos con el fin de crear espacios seguros para mujeres en el Líbano.
En 2013 comenzó sus actividades Proud Lebanon, buscando la protección, el empoderamiento y la igualdad de los grupos marginados.

## Cultura

### Cine
- Caramel (2007): película de Nadine Labaki.
- The Beirut Apt (2007): documental de Daniele Salaris.

### Literatura
- Bareed Mista3jil (2009): de la organización feminista Nasawiya (المجموعة النسوية), es el primer libro libanés sobre la comunidad LGBTI, que recoge más de 40 historias de lesbianas y transexuales libanesas.[32]